# Pistolet Seecamp LWS
Seecamp LWS – amerykański pistolet samopowtarzalny przeznaczony do skrytego przenoszenia i samoobrony. Produkcję Seecampa LWS rozpoczęto w 1981 roku. Pierwsza wersja LWS25 miała kaliber 6,35 mm. W 1985 roku produkcje LWS25 zakończono, a rozpoczęto produkcję LWS32 kalibru 7,65 mm. Wersja ta produkowana jest nadal, a od 2003 roku produkowana jest wersja LWS38 kalibru 9 mm.

## Opis
Seecamp LWS jest bronią samopowtarzalną. Zasada działania automatyki oparta na odrzucie zamka swobodnego.
Seecamp LWS jest zasilany ze wymiennego, jednorzędowego magazynka pudełkowego o pojemności 6 naboi, umieszczonego w chwycie. Zatrzask magazynka znajduje się u spodu chwytu. Siódmy nabój może być bezpiecznie przenoszony w komorze nabojowej.
Mechanizm spustowy kurkowy, z wyłącznym samonapinaniem (DAO)
Lufa gwintowana.
Pistolet nie ma żadnych przyrządów celowniczych. Pistolet Seecamp LWS jest wykonany ze stali. Okładki chwytu z tworzywa sztucznego.